# Chaenorhinum grossecostatum
Chaenorhinum grossecostatum är en grobladsväxtart som beskrevs av F. Speta. Chaenorhinum grossecostatum ingår i släktet småsporrar, och familjen grobladsväxter. Inga underarter finns listade i Catalogue of Life.